# Smithills
Smithills är en stadsdel i Bolton, i distriktet Bolton, i grevskapet Greater Manchester, i England. Denna ward hade 14 925 invånare år 2021. Smithills var en civil parish från 1866 till 1898 då den blev en del av Bolton.